# 포클랜드 위기 (1770년)
1770년 포클랜드 위기(Falklands Crisis of 1770)는 남대서양에서 포클랜드 제도를 소유한 영국과 스페인 간의 외교적 대립이었다. 이 사건은 대략 영국과 프랑스가 뒷받침하는 스페인 간의 전쟁의 원인이었고, 3개국 모두 불모지이긴 하지만 전략적으로 중요한 제도에 대한 주권을 주장하는 경쟁국들의 영토 소유권 주장을 방어하기 위해 무장한 함대를 파견할 태세가 되어있었다.
궁극적으로 스페인에 대한 프랑스의 지원 부족으로 긴장이 완화되었고, 스페인과 영국은 양국이 정착촌을 유지했지만 섬에 대한 영토 주권 주장을 포기하지 않은 비결정적 타협안에 도달했다.

## 배경

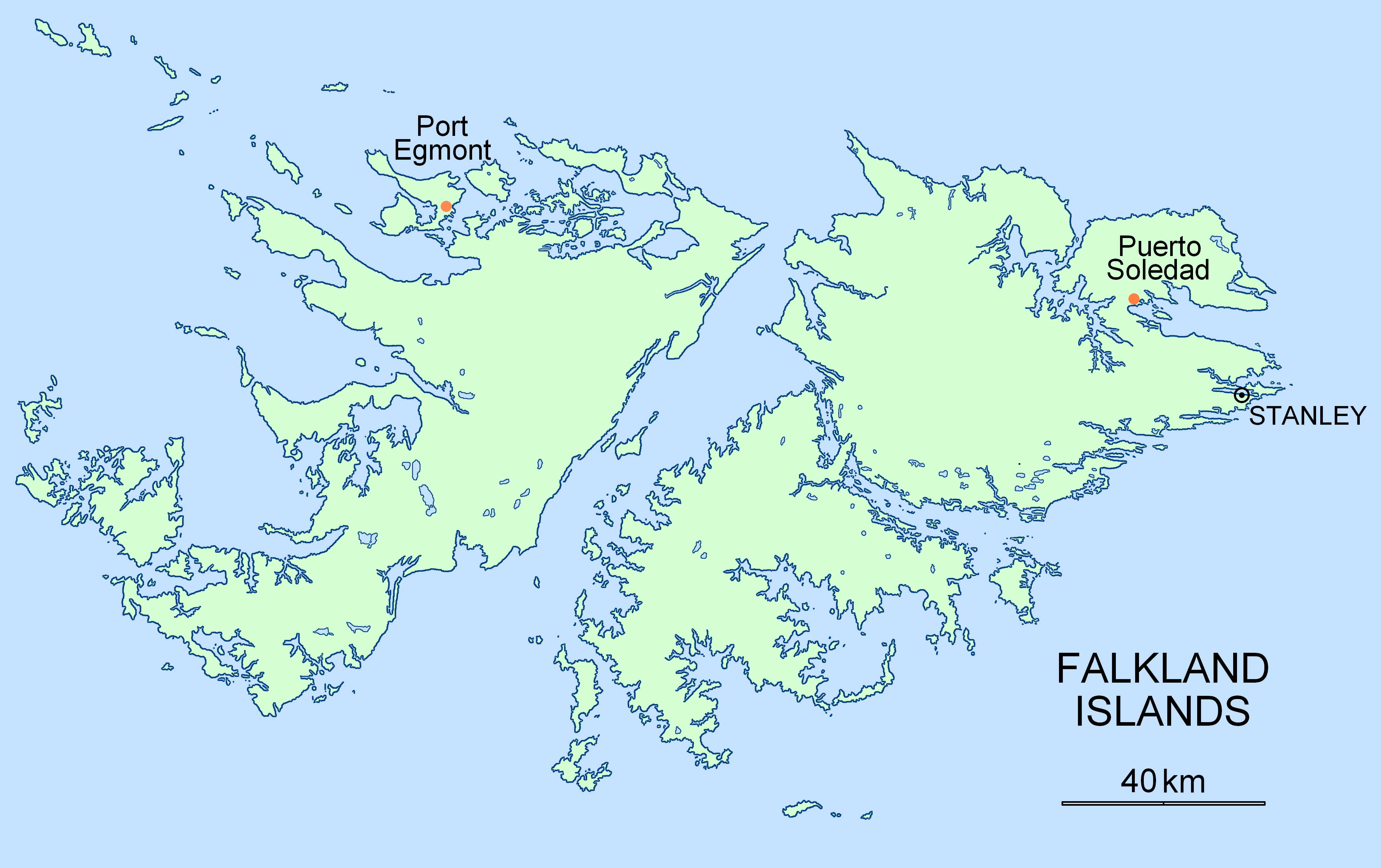
포클랜드 제도의 지도

몇몇 영국과 스페인 역사가들은 자국의 탐험가들이 이 섬을 발견했다고 주장하며, 먼저 발견했다는 것을 근거로 양측이 영토 소유권을 주장하고 있었다. 1690년 1월에서 웰페어 호(Welfare)의 선장이었던 영국 항해가 존 스토롱은 두 개의 주요 섬 사이 항해하여 통과하면서 ‘포클랜드 채널’(현재의 포클랜드 사운드)이라고 불렀고, 안서니 캐리, 제5대 포클랜드 자작이 그 뒤를 이었다. 그 제도는 이후 이 수역의 이름을 따서 영어 명칭을 사용했다.
17세기에 영국 정부는 영토소유권 주장을 제기했다. 1748년 런던에서 앤슨 제독의 보고서를 통해 런던이 이 문제에 진지한 관심을 두기 시작했다. 계획된 영국 원정대에 스페인 측의 이의 제기는 전선을 긋는 효과가 있었고, 그 문제는 당분간 한쪽으로 보류되게 된다. 불확실한 균형이 유지되었지만, 예기치 않은 제3자 프랑스의 개입으로 인해 균형이 깨지게 되었다.
7년 전쟁[이 끝난 후, 프랑스인들은 남대서양에서 그들의 지위를 향상시키려 노력했다. 루이 드 부겐빌레(Louis de Bougainville)는 1764년 동부 포클랜드의 루이 항에 영구 기지를 건설하려는 의도로 포클랜드에 상륙했다. 1765년에 다른 사람에게 알려지지 않았던 영국인 존 바이런은 포클랜드 서부에서 떨어진 에그몽 항에 상륙했다. 스페인의 압력에 대응하여 프랑스는 루이 항을 1767년에 가장 가까운 동맹국에게 넘겨주었고, 푸에르토 솔레다드(Puerto Soledad)로 이름을 바꾸었다.

## 위기

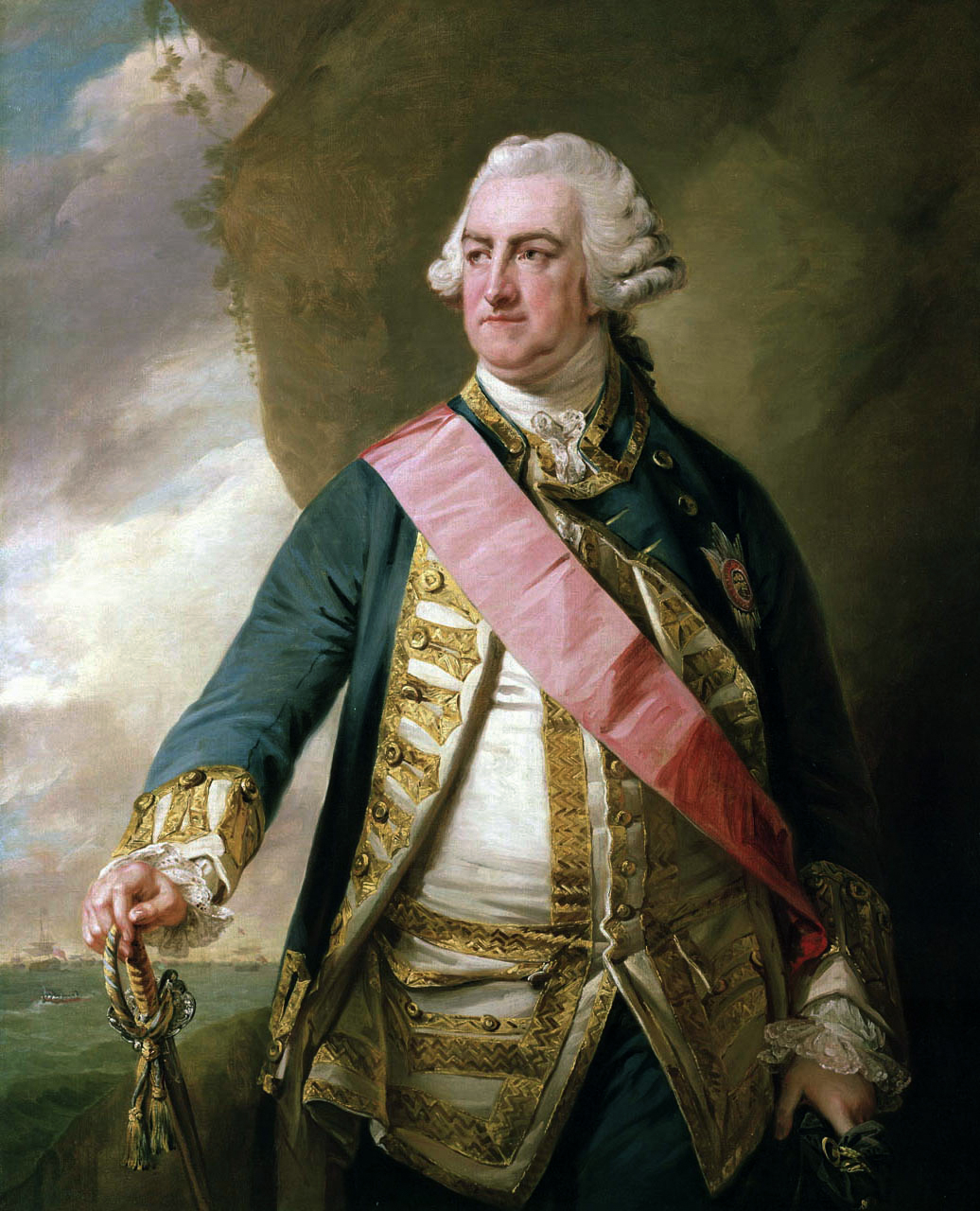
에드워드 호크 제1해군경, 당시 영국 해군을 동원했다.

1770년 6월, 부에노스아이레스의 스페인 총독인 프란치스코 데 파울라 부카렐리 이 우르수아(Francisco de Paula Bucareli y Ursua)는 후안 이그나시오 데 마다디아가 장군의 지휘 하에 5척의 호위함을 에그몬트 항구로 보냈다. 6월 4일, 스페인 호위함이 항만에 정박했다. 당시 그 배를 1400명의 해병이 승선한 다른 4척의 배들이 따라가고 있었다. 소규모의 영국군은 조지 파머 사령관의 지휘 하에 있었다. 마다리아가는 6월 10일에 파머에게 1400명의 군대와 대규모의 포병을 가지고 있으며, 더 이상 주저한다면 영국인들을 퇴거시킬 수밖에 없는 입장에 서 있었다고 편지를 썼다. 파머는 자신은 최선을 다해 자신들을 방어해야하겠다고 답변했다. 그러나 스페인군이 상륙하자, 총을 발사한 후, 조건부로 항복을 했다. 빼앗긴 저장물들의 재고 목록과, 영국인들을 데리고 귀국을 허용받았다.

## 영국 반응
11월에 의회가 소집되었을 때, 나라의 명예를 모욕당한 의회 의원들은 프레드릭 노스 내각에게 조치를 요구했다. 많은 사람들은 1768년 프랑스가 코르시카를 편입하는 것을 막지 못했던 영국의 무기력함을 보였던 것에 화를 냈으며 포클랜드에서도 비슷한 상황이 발생할까 두려워했다. 외무부는 ‘잠재적인 전쟁’을 위해 동원을 시작했다.
이런 위협과 반격의 혼란의 와중에, 스페인은 두 부르봉 왕가 사이에 체결된 〈가족협약〉을 통해 프랑스의 지지를 얻어 내며 자신의 입지를 강화하려고 시도했다. 상황은 세 나라 모두 전쟁을 일으킬 것처럼 보였고, 특히 프랑스 전쟁, 외무부 장관이었던 슈아절이 호전적인 분위기를 조장하고 있었다. 그러나 루이 15세는 사촌인 카를로스 3세에게 “나의 장관은 전쟁을 바라고 있지만 나는 그렇지 않다”고 말했다. 슈아절은 직위와 신분에서 물러났고, 프랑스의 지원 없이 스페인은 영국인과 타협을 볼 수 밖에 없었다.

## 스페인의 타협
1771년 1월 22일 스페인 정부 대사인 마세란 왕자(스페인 정부 대사)는 정부의 입장을 전달했다. 스페인 왕은 ‘부카렐리의 폭력적인 계획을 부인하고’ 에그몬트라고 불리는 항구 요새와 포대와 더불어 목록에 있는 자재를 복원하겠다고 약속했다. 이 협약은 또한 ‘에그몬트 항을 복원하기 위한 이같은 약속은 현명한 포클랜드의 제도라고 불리는 말루인의 주권에 관한 문제에 영향을 미칠 수 없다’고 덧붙였다.
이 양보는 로슈포르 백작에 의해 받아 들여졌다. 그는 영국 국왕의 이름으로 에그몬트 항구를 포기함으로써 해를 입힌 것에 대한 보상을 제공하는 것을 왕에게 승인받았다고 언급했다. 스페인이 에그먼트 항에 대한 원정을 부인하고 1770년 6월 10일 이전 상태로 복구하는 선언에 서명함으로써 영국 국왕은 선언이 이뤄졌다고 간주한다고 선언했다.

## 결과 및 영향
영국군은 에그몬트 항에서 기지를 회복했다. 주권에 관한 모든 문제는 단순히 제쳐두기만 했지만, 이후 재발될 가능성은 언제라도 있었다. 사무엘 존슨은 위기의 의미를 그의 소책자 “포클랜드 제도를 존중하는 뒤늦은 거래에 대한 생각”에서 냉담한 본토에 대한 외딴 섬을 지키려는 영국의 문제를 “결코 독립할 수 없는 식민지이다. 왜냐하면 자체 유지를 할 수 없기 때문이다”고 고찰했다.
이 위기는 영국의 장관인 노스 경의 입장을 크게 강화 시켰고, 미국 독립 전쟁 기간에 프랑스가 영국의 식민지 문제에 개입하지 않을 것이라는 신념을 조장했다. 반대로, 그것은 슈아절의 경력을 효과적으로 종식시켰다. 그는 사실상 프랑스 정부에서 이후 주요한 요직을 가지지 못했다. 그러나 샤를 그라비에가 곧 권력을 장악하여 슈아절과 비슷한 견해를 유지하며 7년 전쟁에서 영국의 권력을 되찾아 권력의 균형을 복원하고, 미국 독립 전쟁에서 프랑스의 미래 역할을 설정해야 한다고 촉구했다.

## 같이 보기
- 포클랜드 제도 분쟁
- 포클랜드 전쟁

## 참고 문헌
- 이 글은 퍼블릭 도메인: 〈Farmer, George〉. 《영국인명사전》. 런던: Smith, Elder & Co. 1885–1900. 에서 나온 글과 연관되어 있습니다.
- Goebel, Julius. The Struggle for the Falkland Islands: A Study in Legal and Diplomatic History. 옥스포드 대학교 출판부, 1927.
- Laver, Roberto C. The Falklands/Malvinas Case. Martinus Nijhoff, 2001. ISBN 90-411-1534-X.
- Rice, GW (2010), “British Foreign Policy and the Falkland Islands Crisis of 1770–71”, 《The International History Review》 32 (2): 273–305, doi:10.1080/07075332.2010.489755.
- Simms, Brendan. Three Victories and a Defeat: The Rise and Fall of the First British Empire. 펭귄북스, 2008.
- Whiteley, Peter. Lord North: The Prime Minister Who Lost America. Hambledon Press, 1996.